# Kay
Kay, właśc. Carlos Daniel Silveira da Graça (ur. 5 stycznia 1988 w Nossa Senhora da Luz) – kabowerdeński piłkarz grający na pozycji środkowego obrońcy. Od 2014 jest piłkarzem klubu CS Universitatea Craiova.

## Kariera piłkarska
Swoją karierę piłkarską Kay rozpoczął w 1999 roku w klubie Batuque FC. Następnie trenował w juniorach takich klubów jak: Coritia, SL Benfica i Académica Coimbra. W 2007 roku został zawodnikiem GD Tourizense i w jego barwach zadebiutował w sezonie 2007/2008 w Segunda Divisão. W sezonie 2008/2009 grał w piątoligowym GD Tabuense. W 2009 roku wrócił do Tourizense. W pierwszej połowie 2010 roku był piłkarzem klubu SC Mineiro Aljustrelense. Z kolei latem 2010 przeszedł do CD Operário, w którym grał przez dwa lata.
W 2012 roku Kay przeszedł do drugoligowego CF Os Belenenses. Swój debiut w nim zaliczył 11 sierpnia 2012 w wygranym 3:1 domowym meczu z CF Feirense. W sezonie 2012/2013 wywalczył z Belenenses awans do pierwszej ligi. W Belenenses grał również w sezonie 2013/2014.
W 2014 roku Kay został piłkarzem rumuńskiego klubu CS Universitatea Craiova. 25 lipca 2014 zadebiutował w rumuńskiej lidze w zremisowanym 1:1 domowym meczu z Pandurii Târgu Jiu.
| Sezon   | Klub                     | Kraj       | Rozgrywki       | Mecze | Gole |
| ------- | ------------------------ | ---------- | --------------- | ----- | ---- |
| 2007/08 | GD Tourizense            | Portugalia | Segunda Divisão | 2     | 0    |
| 2008/09 | GD Tabuense              | Portugalia | AH Coimbra      | ?     | ?    |
| 2009/10 | GD Tourizense            | Portugalia | Segunda Divisão | 2     | 0    |
| 2009/10 | SC Mineiro Aljustrelense | Portugalia | Segunda Divisão | 17    | 0    |
| 2010/11 | CD Operário              | Portugalia | Segunda Divisão | 30    | 5    |
| 2011/12 | CD Operário              | Portugalia | Segunda Divisão | 25    | 1    |
| 2012/13 | CF Os Belenenses         | Portugalia | Segunda Liga    | 35    | 5    |
| 2013/14 | CF Os Belenenses         | Portugalia | Primeira Liga   | 11    | 0    |
| 2014/15 | CS Universitatea Craiova | Rumunia    | Liga I          | 15    | 0    |
| 2015/16 | CS Universitatea Craiova | Rumunia    | Liga I          |       |      |

## Kariera reprezentacyjna
W reprezentacji Republiki Zielonego Przylądka Kay zadebiutował 8 czerwca 2013 roku w wygranym 3:0 meczu eliminacjach do MŚ 2014 z Gwineą Równikową. W 2015 roku został powołany do kadry na Puchar Narodów Afryki 2015. Był na nim rezerwowym i nie rozegrał żadnego meczu.